# Jorge Valderrama
Pour les articles homonymes, voir Valderrama.
Jorge Valderrama (né le 12 décembre 1906 en Bolivie et mort à une date inconnue) est un footballeur international bolivien, qui jouait au poste de milieu de terrain.

## Biographie
Il évolue en tant que milieu durant sa carrière dans le club de l'Oruro Royal, en Bolivie.
Valderrama prend part à sept des neuf premiers matchs internationaux de l'histoire de son pays, en participant à la Copa América 1926, à la Copa América 1927, et surtout à la coupe du monde 1930, avec 16 autres joueurs boliviens, sélectionné par l'entraîneur bolivien Ulises Saucedo.